# Marine Corps Air Station Camp Pendleton
Base aérienne de Camp Pendleton (USMC)
Le Marine Corps Air Station Camp Pendleton ou MCAS Camp Pendleton ( IATA : NFG , ICAO : KNFG , FAA LID : NFG) est un aérodrome du Corps des Marines des États-Unis situé dans le complexe du Marine Corps Base Camp Pendleton. Il a été mis en service en 1942 et abrite actuellement le Marine Aircraft Group 39. L'aérodrome est également connu sous le nom de Munn Field en l'honneur du lieutenant-général John C. Munn (en), le premier aviateur de la Marine à servir en tant que général commandant de la base du Corps des Marines au Camp Pendleton.

## Historique

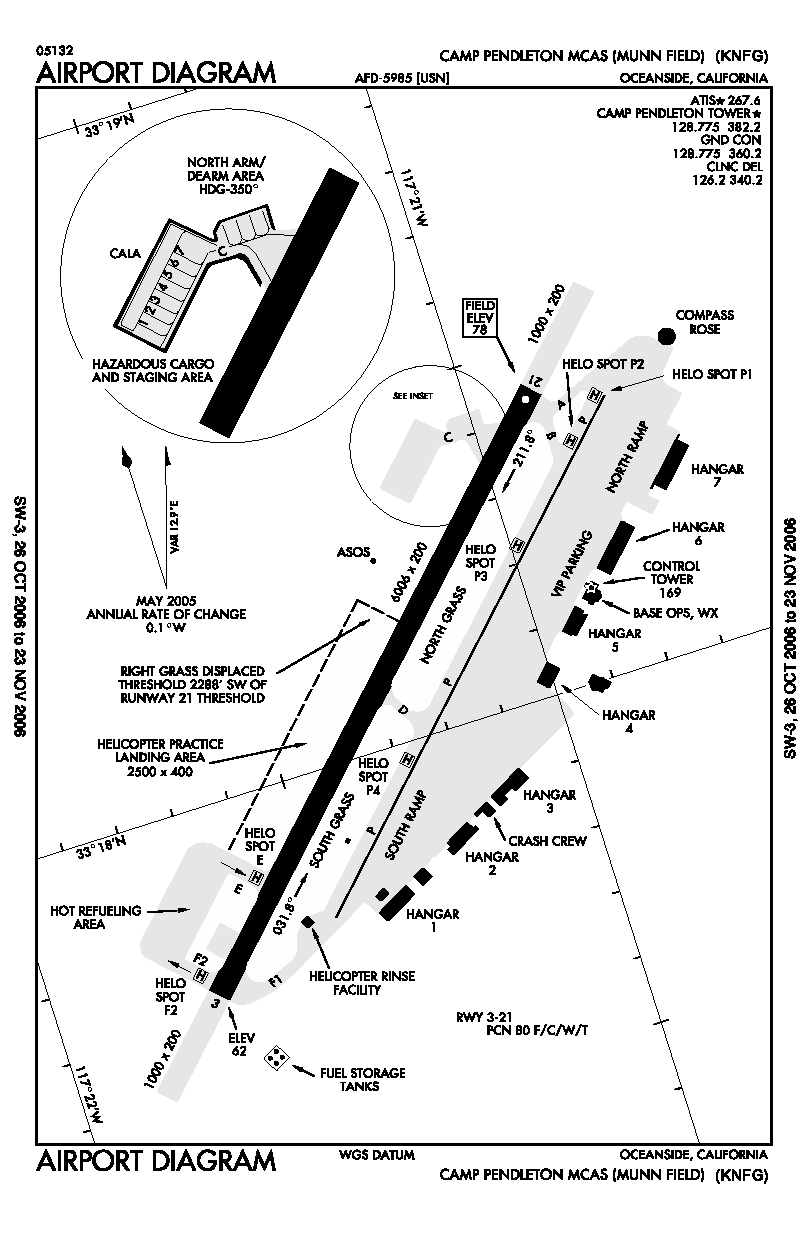
Aérodrome du MCAS Camp Pendleton

Le 25 septembre 1942, la zone actuellement connue sous le nom de Marine Corps Air Station Camp Pendleton a été désignée comme terrain d'atterrissage auxiliaire et a servi de sous-unité de la Marine Corps Air Station El Toro et a commencé à fonctionner en novembre 1942. En février 1944, il est devenu un champ périphérique (OLF) pour le champ auxiliaire du Corps des Marines du Gillespie Field (en) et c'est à cette époque que les premiers escadrons ont été effectivement affectés au terrain. Parmi les premiers escadrons figuraient VMO-5, VMF-323 et VMF-471 (en). En septembre 1944, le terrain est désigné comme établissement permanent. En 1945, en raison du surpeuplement de la Marine Corps Air Station El Centro, le Marine Aircraft Group 35 a également commencé à garer ses avions de transport de rechange sur le terrain.

## Unités de base
Le MCAS Camp Pendleton est composé des unités volantes et non volantes :
US Marine Corps :
- Installations du Corps des Marines de la Côte ouest (MCI WEST) :
  - Quartier général et escadron de quartier général : C-12 Huron
- 3rd Marine Aircraft Wing :
  - Marine Aircraft Group 39 :
    - Escadron de Quartier Général 39 (MAG-39 HQ) [3]
    - Escadron de logistique de l'aviation maritime 39 (MALS-39 Hellhounds)
    - Marine Light Attack Helicopter Squadron 169 (HMLA-169 Vipers) - Bell AH-1Z Viper (en) et UH-1Y Venom
    - Marine Light Attack Helicopter Squadron 267 (HMLA-267 Stingers) - Bell AH-1Z Viper (en) et UH-1Y Venom
    - Marine Light Attack Helicopter Training Squadron 303 (HMLAT-303) – AH-1Z Viper and UH-1Y Venom
    - Marine Light Attack Helicopter Squadron 369 (HMLA-369 Gunfighters) - Viper and UH-1Y Venom
    - Marine Light Attack Helicopter Squadron 469 (HMLA-469 Vengeance) - Viper and UH-1Y Venom
    - Marine Light Attack Helicopter Squadron 775 (HMLA-775 Coyotte) - Viper and UH-1Y Venom
    - Marine Medium Tilt-Rotor Squadron 164 (VMM-164 Knightriders) - MV-22B Osprey
    - Marine Medium Tilt-Rotor Squadron 364 (VMM-364 Purple Foxes) - MV-22B Osprey

  - Marine Aircraft Group 41 :
    - Escadron 3 de véhicules aériens sans pilote (VMU-4 Evil Eyes) - Boeing Insitu RQ-21 Blackjack (en)